# Marhulsen

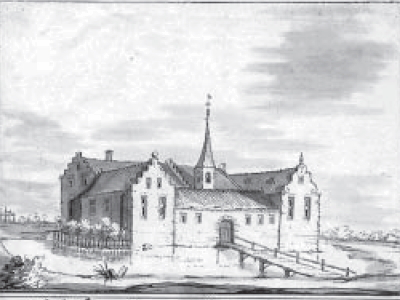
Marhulsen in de 17e eeuw

Marhulsen of Marhulzen is een voormalig kasteel en voormalige erkende havezate aan de Slinge in de gemeente Oost Gelre, oostelijk gelegen van de stad Groenlo, in de Nederlandse provincie Gelderland.

## Geschiedenis
De havezate Marhulsen bestaat al zeker sinds 1299 en viel onder de schepenbank van Groenlo, een vrije stad sinds 1236 binnen de heerlijkheid Lichtenvoorde. Het kasteel vervulde een belangrijke rol in de voormalige graafschap Zutphen en was een ontmoetingsplaats tussen de bisschop van Münster en de hertog van Gelre in de 14de eeuw. De bezitter van Marhulsen behoorde tot de ridderschap van Borculo, hoewel het goed in de 16de eeuw niet meer in de heerlijkheid Borculo lag, maar in het stadsrechtgebied of schependom van het Gelderse Groenlo. Marhulsen was tot 1722 een Borculoos leengoed.
Het kasteel werd tot het midden van de 18e eeuw omgeven door een gracht en wal. In de nabije omgeving bevonden zich 3 visvijvers. De havesathe Marhulsen omvatte in 1776 het herenhuis, vier boerenerven, een stal, boomgaard, weiland, eendenpoel, het recht om te vissen in de rivier de Berkel en in de Slinge, alsmede een zitplaats in de bank in de kerk van de stad Groenlo.
Het huis is in 1786 afgebroken. De wijnkelder is omstreeks 1875 gedicht, en de bovengrondse resten zijn begin 19e eeuw opgeruimd. Van het bouwwerk is in het veld niets meer zichtbaar. Er is geen archeologisch onderzoek gedaan. In 1946 bestond het goed Marhulsen uit een vijftal boerderijen op een oppervlakte van ongeveer 90 hectare. Naast de plek waar het kasteel stond bevindt zich een boerenhoeve die al vanaf het begin van de 17e eeuw bewoond wordt door de familie Te Maarssen.

## Recht van havezate
De eigenaar van de havezathe Marhulsen verloor in 1764 het recht van verschrijving in de Ridderschap, omdat dit recht bij de verkoop in genoemd jaar was losgekoppeld van het bezit van het huis. De feitelijke bezitter, graaf von Flemming kon toen niet meer namens Marhulsen in de Ridderschap verschijnen omdat hij het recht van verschrijving niet bezat. Echter Baron van der Borch, die dit recht had gekocht, kon ook niet verschreven worden, want hij bezat het erbij behorende huis niet.

## Bezitters

Wapen van Marhulsen, Siebmachers wapenboek

De eerste verwijzing naar het geslacht van Marhulsen is uit de 13e eeuw, waar een heer Herman van Marhulsen als dienstman van Herman, graaf van Lohn genoemd wordt. In de Sint-Calixtuskerk te Groenlo ligt een grafsteen van Bernhard Heydenrijck, baron van Plettenburgh, heer van Marhulsen, gesneuveld op 6 augustus 1676 tijdens de belegering van Maastricht. Ook enkele andere heren van Marhulsen zijn bijgezet in deze kerk.
Georg Detlof, rijksgraaf von Flemming, was sinds 1742 zowel Heer van Borculo als van Lichtenvoorde, alsmede bezitter van de havezate Marhulsen in het schependom van Groenlo. In 1776 verkochten zijn dochter Isabella von Flemming en echtgenoot Adam Fürst Czartoryski deze heerlijkheden Borculo en Lichtenvoorde aan prins Willem V van Oranje-Nassau. Tussen 1777 en 1795 werden Borculo en Lichtenvoorde beheerd en bestuurd door de Nassause Domeinraad in Den Haag. Een deel van de archieven ging naar Den Haag.
Ampsen · Barlham · Beurse · Boedelhof · Brandsenburg · Cloese · Den Dam · Diepenbroek · Dorth · De Ehze · Enghuizen · Hackfort · Hagen · Holthuis · Kell · Kemnade · Keppel · Langen · Leemkuil · Lichtenberg · Marhulsen · De Marsch · 't Medler · Nettelhorst · Oolde · Oud Oolde · Overlaer · Roderlo · Rijsselt · 't Suideras · Ulenpas · 't Velde · Verwolde · De Voorst · Vorden · Walfort
Aalst · Aardenburg · Acquoy · Aerdt · Agistaldaburg · Ahof · Aldenhaag · Aller · Ambe · Ammersoyen · Ampsen · Andelst · Angeroyen · Appelburg · Appelse walburg · Appeltern · Arler · Baak · Babberich · Baer · Baerle · Bakerbosch · Balgoij · Barlham · Batenburg · Beek · Beerenclaauw · Bemmel · Bevervoorde · Bergh · Biljoen · Bingerden · Blankenborg (Laren) · Blankenborg · Blauwe Huis · Blokhuis (Ravenswaaij) · Boelenham · Boetselaersborg · Borculo · Boswaai · Brakel · Den Brakel · Den Bramel · Bredevoort · Broekhuizen · Bronkhorst · Bruchem · Bruinhorst · Brunsberg · Bulkestein · Bunswaard · Burcht van Tiel · Buren · De Buurse · Byland · Byvanck · Caetshage · Camphuysen · De Cannenburch · de Cloese · Coldenhove · Culemborg · Dedinckweerd · Delwijnen · Didam · Diepenbroek · Hof te Dieren · Huis Dijck · Dikke Tinne · Doddendaal · Dodewaard · Doornenburg · Doornik · Doorwerth · Dooyenburg · Dorth · Doseburg · Drakenburg · Dreumel · Druten · Duivelshuis · Eerbeek · De Ehze · Elburg · Eldrik · Emmerik · Engelenburg · Groot Engelenburg · Engelrode · Enghuizen · Enspijk · De Essenburgh · Essenpas · Est · Fokkinck · Gameren · Geerestein · Geldermalsen · De Gelderse Toren · Geldersweerd · Gellicum · Gendt · Gennepestein · Glindhorst · Goudenstein · ‘s-Grevenhoef · Groot Hell · Groenlo · Groesbeek · Huis te Groesbeek · Grunsfoort · Gulden Spijker · Hackfort · Hackforts Veenhuis · Hagen · Hagevoort · Hamerden · Hanepol · Harreveld · Harslo · Hassink · Het Haveke · Hedel · Heeckeren · De Heegh · Hees · De Heest · Hellouw · Hemmen · Hernen · Motte van Hernen · Heumen · Heusden · Hoekelum · Hoekenburg · De Hoeve · De Hof · Hof d'Ooy · Hof van Arkel · Huis het Holt · Holthuis · Het Holtslag · Ter Horst · Houberg · St. Hubertus · Huissen · Hulhuizen · Hulkestein · Hulsen · Hunneschans bij De Duno · Hunneschans bij Uddel · Jonker Bloo · 't Joppe · De Kamp · Karssenberg · Kemnade · Keppel · Kermestein · Kernhem · Kervel · Kiefskamp · De Kinkelenburg · Klein Enghuizen · Kleverburg · Kortenhoeve · Laag Helbergen · Lakenburg · Landfort · Langen · Latenstein · De Lathmer · Lathum · Ter Lede · Leegpoel · Leemcuyl · Leeuwen · Leeuwenbergh · Lensenburg · Lent · Leur · Leuvenum · Leyenburg · Lichtenvoorde · Lievenstein · Loenen · Loevestein · Loil · Loowaard · Luynhorst · Hof te Maasbommel · Magerhorst · Malburgen · Malderburcht · Malsen · Manhorst · Marhulsen · De Marsch · Marveld · Mathena · Maurik · Medel · Medestein · 't Medler · Meinerswijk · De Mellard · Mensink · Mergelp · Meteren · 't Meyerink · Middachten · Millingen · Mussenberg · Nagelhorst · Nederhagen · Nederhemert · Neerijnen · Huis Neerijnen · De Nesch · Nettelhorst · Nieuwe Blokhuis ·  Nijburg · Nijenbeek · Old Putten · Notenstein · Nye Huis · Olde Spijker · Oldenaller · Oldenhof (Driel) · Oldenhof (Heteren) · De Ooij · Oolde · Oud Oolde · Oosterhout · Ophemert · Opijnen · Oud Ampsen · Oude Blokhuis · Het Oude Loo · Oude Voorst · Oudenborch · Oud-Wisch · Huis te Overasselt · Overeng · Overhagen · Overlaar · 't Oye · Palmestein · De Parck · Persingen · Plekenpol · Ploen · Pluimenburg · Poederoijen · Poelwijck · Poelwijk · De Pol (Dreumel) · Huis de Poll (Huis te Gietelo) · De Poll (Huissen) · Pollenbering · Pollenstein · Puttenstein · Het Raasink · Ravenhorst · De Rees · Ressen · Reuversweerd · Reygersfoort · Rhijnestein · Huis Rijswijk · Rode Toren · Roode Wald · Rosande · Rosendael · Rossum · Rumpt · Ruurlo · Rijsselt · Schadewijk · Schaffelaar · Scherpenzeel · Schoonbroek · Schoonderbeek · Schoonenburg · Schuilenburg · Schuilkerke · Hof te Seelbeek · Sevenaer I · Sevenaer II · Sinderen (Oude IJsselstreek) · Sinderen (Voorst) · Slangenburg · Sleeburg · Slimsijp · De Snor · Soelen · Spaansweerd · Spaldorp · Spijk · Staverden · Sterkenburg · Swanepol · Tarthorst · Teisterbant (Kerk-Avezaath) · Teisterbant (Kerkdriel) · Ter Dicke · Tolhuis · Tolhuis (Tiel) · Tollenburg · Tongerlo · Toren van Wely · Tuil · Ubbergen · Uilenburg (Ewijk) · Uilenburg (Heteren) · Ulenpas · Ulft · Upladen · Valburg · Valkhofburcht · Valkhofpalts · Vanenburg · Varik · Hof te Varsseveld · 't Velde · Velhorst · Verwolde · Vierakker · De Voorst · Voorstonden · Vorden · Vosbergen · Vredenburg · Vredestein (Driel) · Vredestein (Ravenswaaij) · Vuren · Waardenburg · Waddestein · Wadenoijen · Waede · Wageningen · Walfort · 't Waliën · De Wardt · Watergoor · Watermeerwijk · Wayenstein (Huis te Herwijnen) · Well (Huis van Malsen) · Weijenrade · Westenburg · Westerholt · Weurt · De Wiersse · Wijenburg (Echteld) · De Wildenborch · De Wildt · Wilp · Wilperhorst · Winssen · Wisch · Wychen · Wolfswaard · Woolbeek · Yrst · IJzendoorn · Zeeland · Zilveren Spijker · Zuilichem · Zwaluwenburg · Zwanenburg (Heerde) · Zwanenburg (Megchelen)